# TRPM
TRPMは一過性受容器電位チャネルと呼ばれるイオンチャネルの一種である。4文字目の“M”は“メラスタチン”の頭文字である。TRPMは4量体の形で機能していると考えられている。TRPMファミリーには8種類のサブタイプ（TRPM1〜TRPM8）が知られている。TRPCやTRPVファミリーと異なり、TRPMはN末端のアンキリン反復を持たない一方、C末端側に全ての機能が集約されている。例えば、TRPM6とTRPM7はセリン・スレオニン特異的蛋白質キナーゼの一種であるα-キナーゼ部分を含む。

## 透過性および活性化
カルシウムとマグネシウムの透過比率は、TRPMチャネル間で大きく異なる。 
- TRPM4およびTRPM5（英語版）はカルシウムを通さない。
- TRPM3（英語版）、TRPM6（英語版）、TRPM7（英語版）はカルシウムとマグネシウムのいずれの透過性も高い。

活性化の機序もまたサブタイプ間で大きく異なる。
- TRPM2（英語版）はアデノシン二リン酸で活性化され、細胞の酸化還元状態のセンサーとして機能する[4]。
- TRPM4およびTRPM5（英語版）は細胞内カルシウムで活性化される。
- TRPM8（英語版）は、低温、メントール、シネオール、イシリン（英語版）で活性化される[5][6]。

## 機能
TRPMチャネルの主な機能を以下に挙げる。
- T細胞活性化後のカルシウム振動の制御（TRPM4）[7]。
- 味蕾細胞内でのシグナル伝達（TRPM5（英語版））。
- 寒冷感覚（TRPM8（英語版））。
- 腎臓でのマグネシウム再吸収の制御ならびに腸からの吸収の制御（TRPM6（英語版））[8]。
- 細胞接着性の制御（TRPM7（英語版））[9]。

## 遺伝子
- TRPM1（英語版）、TRPM2（英語版）、TRPM3（英語版）、TRPM4、TRPM5（英語版）、TRPM6（英語版）、TRPM7（英語版）、TRPM8（英語版）